# Les Frangines
Les Frangines (deutsch die Schwestern) sind ein französisches Duo aus den beiden Sängerinnen und Gitarristinnen Anne Coste et Jacinthe Madelin, die Akustik-Pop mit Gesang und Gitarre machen.

## Geschichte
Das Duo besteht aus den beiden Freundinnen Anne Coste und Jacinthe Madelin, die sich mit 12 Jahren auf dem Schulweg im Zug in der Île-de-France in der Nähe von La Celle-Saint-Cloud getroffen haben.
Jacinthe Madelin hat 15 Jahre Flöte gelernt. Studiert haben beide Philologie. Das Gitarrespielen haben sie sich mithilfe von Erklärvideos im Internet selbst beigebracht.
2014 gründeten sie ihren eigenen YouTube-Kanal und begannen dort ihre Lieder zu posten. Ihren ersten professionellen Clip finanzierten sie durch Crowdfunding.
2016 nahmen sie ihr erstes Lied mit Joseph Noia im Studio Up line in Paris auf. Dazu produzierten sie einen Clip, der auf YouTube schnell 300.000 Klicks erreichte. Mit Joseph Noia nahmen sie ihre erste LP auf. Noia arrangierte „La Route“ auf.
Das Label Jo&Co wurde auf sie aufmerksam und nahm sie unter Vertrag. Im März 2018 brachten sie ihre erste Single unter dem Titel Si j'osais heraus.
Ihre erste, von Joseph Noia aufgenommene und gemischte LP, Vagabondes, erschien am 22. Juni 2018.
Ihr erster großer Erfolg, Donnez-moi, schrieben und komponierten sie mit Vianney. Das Lied wurde am 8. März 2019. als Single herausgebracht und binnen eines Monats über 500.000 Mal gestreamt; es erreichte die Top 10 auf iTunes
Am 21. Juni 2019 brachte das Duo sein erstes Album unter dem Titel Les Frangines heraus. Am 29. November erschien dieses Album in einer um mehrere Titel erweiterten Version. Am 3. Januar 2020 bekamen sie in Frankreich einen Disque d’or (Goldene Schallplatte) vom Syndicat National de l’édition Phonographique für 50.000 verkaufte Exemplare.

## Diskografie

### Studioalben
| Jahr | Titel         | Höchstplatzierung, Gesamtwochen, AuszeichnungChartsChartplatzierungen (Jahr, Titel, Platzierungen, Wochen, Auszeichnungen, Anmerkungen) | Anmerkungen                         |
| Jahr | Titel         | FR | Anmerkungen                         |
| ---- | ------------- | --- | ----------------------------------- |
| 2019 | Les Frangines | FR18 Platin · (88 Wo.)FR | Erstveröffentlichung: 22. Juni 2018 |
| 2022 | Notes         | FR28 (4 Wo.)FR | Erstveröffentlichung: 13. Mai 2022  |
| 2024 | Poèmes        | FR68 (2 Wo.)FR | Erstveröffentlichung: 24. Mai 2024  |

### EPs
- 2018: Vagabondes

### Singles
| Jahr | Titel Album              | Höchstplatzierung, Gesamtwochen, AuszeichnungChartsChartplatzierungen (Jahr, Titel, Album, Platzierungen, Wochen, Auszeichnungen, Anmerkungen) | Anmerkungen                        |
| Jahr | Titel Album              | FR | Anmerkungen                        |
| ---- | ------------------------ | --- | ---------------------------------- |
| 2019 | Donnez-moi Les Frangines | FR84 Diamant · (24 Wo.)FR | Erstveröffentlichung: 8. März 2019 |

Weitere Singles
- 2018: Si j’osais
- 2018: Mon bagage
- 2019: Accroché à ma terre
- 2019: Ensemble
- 2020: Pour une seconde
- 2021: Notre-Dame
- 2021: Devenir quelqu’un
- 2022: Notes

## Teilnahmen
- Im Mai 2020 nahmen sie während der coronabedingten Ausgangssperren (Confinement) an der von der Gruppe Leonie geschriebenen und komponierten Single Et toi teil[11].
- Das Duo beteiligte sich an dem als Hommage an Joe Dassin entstandenen Gemeinschaftsalbum À toi verschiedener Künstler.
- 2020 nahmen sie an der Fernsehshow Fort Boyard teil.

## Cover-Songs
Bevor das Duo vorzugsweise seine eigenen Werke sang, veröffentlichte es zahlreiche Cover-Versionen auf YouTube, zum Teil von den Künstlern die auch das Werk des Duos beeinflusst haben:
- Mai 2015: Comets von der Gruppe Cocoon.
- Mai 2015: Il y a von Gaëtan Roussel.
- Juin 2015: Une chanson douce von Henri Salvador.
- September 2016: Vivre von der Gruppe Sclérose.
- Oktober 2016: La Déclaration von der Gruppe Debout sur le zinc.
- Mai 2017: Geografia von der spanischen Gruppe La Oreja de Van Gogh.
- September 2018: Viens viens von Marie Laforêt.
- September 2018: Salut les amoureux von Joe Dassin.
- September 2018: L'amitié von Françoise Hardy.
- September 2018: Forever Young von Bob Dylan.
- September 2018: Dust in the Wind von der Gruppe Kansas.